# Вороне (Польща)
Вороне (пол. Woronie) — село в Польщі, у гміні Більськ-Підляський Більського повіту Підляського воєводства.
Населення — 98 осіб (2011).
У 1975-1998 роках село належало до Білостоцького воєводства.

## Демографія
Демографічна структура станом на 31 березня 2011 року:
|          | Загалом | Допрацездатний вік | Працездатний вік | Постпрацездатний вік |
| -------- | ------- | ------------------ | ---------------- | -------------------- |
| Чоловіки | 53      | 11                 | 33               | 9                    |
| Жінки    | 45      | 16                 | 18               | 11                   |
| Разом    | 98      | 27                 | 51               | 20                   |